# Île Inglis
Pour les articles homonymes, voir Inglis.
L'île Inglis est la plus grande des îles de l'archipel appelé The English Company's Islands, dans le Territoire du Nord en Australie.
Elle fait 23,4 km de long et jusqu'à 7 km de large, et atteint une altitude maximale de 70 m.
Elle est située à 2,5 km de la côte, et est inhabitée. Il existait par le passé deux emplacements habités, Gonguruwuy à l'ouest et Wurwula à l'est. L'artiste australienne Gulumbu Yunupingu y est née en 1945.